# Akaflieg Stuttgart fs 35
Die Akaflieg Stuttgart fs 35 „Harpyie“ ist ein doppelsitziger Reisemotorsegler der Akaflieg Stuttgart in CFK-Sandwichbauweise.

## Geschichte und Konstruktion
Die „Harpyie“ entstand ab 2003 bei der Akademischen Fliegergruppe Stuttgart als ein für den Flugzeugschlepp ausgelegter Motorsegler mit guter Steigleistung und großem Kraftstofftank, nachdem Porsche die Einstellung der Musterbetreuung für den Flugmotor PFM 3200 für das Jahr 2005 angekündigt hatte. Dieser Motor war in dem Schleppflugzeug Robin DR 400 des Vereins installiert. Als Anforderungen wurden definiert: hohe aerodynamische Güte im Flugzeugschlepp im Geschwindigkeitsbereich 90–150 km/h, geringe Startrollstrecke, Verwendung eines effizienten Dieselmotors, Zulassung als Motorsegler und Auslegung als Doppelsitzer mit Doppelsteuer für die Möglichkeit zur Ausbildung.
Die Auslegung der Tragfläche begann unter der Annahme von 120 % des Rumpfwiderstandes der Diamond HK36 Super-Dimona und des Antriebs mit einem Thielert Centurion 1.7 mit 125 PS (ca. 90 kW). Gewählt wurde der zweiteilige Dimona-Flügel, der nach innen verlängert, gepfeilt und mit Winglets versehen wurde. Im April 2007 begann das Abformen des dreiteiligen Halbspannweite-Urmodells und im Jahr 2009 der Bau des Bruchflügels mit integrierten Dehnungsmessstreifen in der entstandenen Negativform. Ein Belastungstest dieses Bauteils am 4. November 2010 schlug fehl, da die Tragfläche bereits bei 80 % der nachzuweisenden Last brach. Der Tragflächenbau begann nach Verstärkungen der ursprünglichen Konstruktion und deren rechnerischem Festigkeitsnachweis im April 2011.
Die Tragfläche besteht aus einer CFK-Sandwichschale mit CFK-Gurten und GFK-Steg. Der I-förmige Holm geht im Holmstummel in einen Kastenholm über.
Auch der Rumpf basiert auf der Dimona, allerdings musste wegen des schwereren Motors die Position der Tragfläche nach vorn verschoben werden. Als Antrieb dient der nun Continental CD-155 genannte Vierzylinderreihenmotor Centurion 2.0s als Weiterentwicklung des Centurion 1.7.
Das Seitenleitwerk der Dimona wurde mit dem Eppler-Profil E 522 und vergrößerter Profiltiefe als GFK-Schale mit CFK-Gurten im Holm gebaut. Am Ende der Rumpfröhre ist an einem Ausleger unter dem Leitwerk eine Schleppkupplung installiert.
Das Hauptfahrwerk stammt von der Van’s Aircraft RV-8, das Bugfahrwerk von der Super-Dimona.
Der Erstflug des Flugzeuges mit dem Luftfahrzeugkennzeichen D-KTOW erfolgte am 13. August 2019 in Schwäbisch Hall, die Schlepperprobung startete auf dem Sommertreffen 2020 der Idaflieg in Stendal-Borstel.

## Technische Daten
| Kenngröße             | Daten                                       |
| --------------------- | ------------------------------------------- |
| Besatzung             | 1+1                                         |
| Länge                 | 7,5 m                                       |
| Spannweite            | 17,67 m                                     |
| Höhe                  | ≈2,7 m                                      |
| Flügelfläche          | 16,9 m²                                     |
| Flügelstreckung       | 18,5                                        |
| Flügelprofil          | FX 63-K-137 (mod)                           |
| V-Stellung            | 3°                                          |
| Leermasse             | 669 kg                                      |
| max. Startmasse       | 850 kg                                      |
| Reisegeschwindigkeit  | 220 km/h                                    |
| Höchstgeschwindigkeit | 270 km/h                                    |
| Triebwerk             | ein Continental CD-155, 155 PS (ca. 110 kW) |